# Prymnésine
Une prymnésine est une phycotoxine produite par Prymnesium parvum, une microalgue responsable d'hécatombes de poissons. Ces composés sont formés de nombreux cycles fusionnés terminés par un système conjugué de doubles liaisons et triples liaisons, des ions chlorure, de l'azote comme hétéroatome, et des résidus osidiques comprenant du L-xylose.
La prymésine 1 et la prymésine 2, les deux formes connues de prymnésine, diffèrent par leur glycosylation.

## Chimie
Une étude publiée en 2024 met en lumière deux gènes (nommés PKZILLA 1 et 2) de l'espèce de microalgue Prymnesium parvum, qui codent pour permettre la production de deux enzymes, dites PKS, d'une masse moléculaire respective de 4,7 MDa et 3,2 MDa, qui elles-mêmes permettent la formation de l'enzyme nommée PKZILLA. C'est cette dernière qui permet la formation de la prymésine,.